# Dong Fang Hong
Dongfanghong (东方红), significando O Leste é vermelho, é a denominação de um programa de satélites da China, iniciado em 1970. Os satélites dessa série, abrangem uma grande variedade de órbitas, instrumentação e finalidades. Enquanto uma boa parte dos satélites chineses são batizados como parte dessa série, outros recebem nomes mais específicos ou como parte das séries AsiaSat ou Apstar VI.
A China está tentando fornecer a tecnologia envolvida nos satélites Dongfanghong como plataforma de satélites projetados, fabricados e lançados pela China para clientes internacionais, como ocorreu com a Nigéria, com o NigComSat-1.

## Satélites lançados
- 1970
  - Dongfanghong I (Mao 1)

- 1971
  - Dongfanghong II (Mao 2)

- 1975
  - Dongfanghong III (Mao 3)
  - Dongfanghong IV (Mao 4)
  - Dongfanghong V (Mao 5)

- 1976
  - Dongfanghong VI (Mao 6)
  - Dongfanghong VII (Mao 7)

- 1978
  - Dongfanghong VIII (Mao 8)

- 1981
  - Dongfanghong IX
  - Dongfanghong X
  - Dongfanghong XI

- 1982
  - Dongfanghong XII

- 1983
  - Dongfanghong XIII

- 1984
  - Dongfanghong XIV
  - Dongfanghong XV (STTW 0)
  - Dongfanghong XVI

- 1985
  - Dongfanghong XVII

- 1986
  - Dongfanghong XVII (STTW 1)
  - Dongfanghong XIX

- 1987
  - Dongfanghong XX
  - Dongfanghong XXI

- 1988
  - Dongfanghong XXII (Chinasat 1)
  - Dongfanghong XXIII
  - Dongfanghong XXIV (Feng Yun 1-1)
  - Dongfanghong XXV (Chinasat 2)

- 1990
  - Dongfanghong XXVI (Chinasat 3)
  - Dongfanghong XXX (Feng Yun 1-2)
  - Dongfanghong XXXI (Atmosphere 1)
  - Dongfanghong XXXII (Atmosphere 2)
  - Dongfanghong XXXIII

- 1991
  - Dongfanghong XXXIV (Chinasat 4)

- 1992
  - Dongfanghong XXXV
  - Dongfanghong XXXVI

- 1993
  - Dongfanghong XXXVII (Jianbing 93)

- 1994
  - Dongfanghong XXXVIII (Shijian 4)
  - Dongfanghong XXXIX (Shijian 4-2)
  - Dongfanghong XL (FSW 2)
  - Dongfanghong XLI

- 1996
  - Dongfanghong XLII (Chinasat 7)
  - Dongfanghong XLIII (FSW 2-3)

- 1997
  - Dongfanghong XLIV (Chinasat 6)
  - Dongfanghong XLV (FY 2B)

- 1999
  - Dongfanghong XLVI (FY 1C)
  - Dongfanghong XLVII (SJ 5)

- 2000
  - Dongfanghong XLVIII (Chinasat 22)
  - Dongfanghong XLIX (FY 2C)
  - Dongfanghong L (ZY 2)
  - Dongfanghong LI (Beidou 1)
  - Dongfanghong LII (Beidou 2)

- 2002
  - Dongfanghong LIII (FY 1D)
  - Dongfanghong LIV (HY 1)
  - Dongfanghong LV (ZY 2)